# اندرو برنستین
اندرو برنستین (انگلیسی: Andrew Bernstein، زادهٔ ۱۹۴۹) نویسنده و استاد فلسفه اهل ایالات متحده آمریکا، از طرفداران عینیت‌گرایی آین رند است.
برنستین مدرک دکترای فلسفه را از دانشگاه شهری نیویورک دریافت کرده است وی نویسندهٔ کتاب‌های مانیفست کاپیتالیست: مورد تاریخی، اقتصادی و فلسفی اقتصاد آزاد، کاپیتالیسم بی‌قید و بند: مورد بی‌چون و چرا برای حقوق فردی، و عینی‌گرایی و درس‌ها، و همچنین رمان قلب یک کافر است.